# 6587 Brassens
6587 Brassens este o planetă minoră (asteroid), cu un diametru de 4,111 km, din centura de asteroizi. A fost descoperită pe 27 noiembrie 1984 la Caussols de centre de recherches en géodynamique et astrométrie⁠(d) și a fost numită după Georges Brassens. 
Obiectul prezintă o orbită caracterizată de o semiaxă mare de 2,4552013 UAi, o excentricitate de 0,07, o înclinație de 4,91694 ° în raport cu ecliptica.